# فولوارکی (استان اشوی‌داشکسیه)
فولوارکی (به لهستانی: Folwarki) یک منطقهٔ مسکونی در لهستان است که در گمینا ستوپنگتسا واقع شده‌است.